# 查尔斯·克拉珀
查尔斯·克拉珀（英語：Charles Clapper，1875年12月20日—1937年9月14日），美国男子摔跤运动员，主攻自由式。他曾代表美国参加1904年夏季奥林匹克运动会摔跤比赛，获得男子自由式羽量级铜牌。